# Janez Premk
Janez Premk [jánez prémk], slovenski pesnik in odvetnik, * 23. september 1939, Beograd, † 12. januar 2017, Ljubljana.

## Življenje
Janez Premk, z uradnim imenom Ivan Branko, se je rodil 23. septembra 1939 v Beogradu materi nemški Judinji Hedwig in očetu Milanu Premku. Januarja 1941 se je zaradi vojne z družino vrnil v Ljubljano, kjer je obiskoval osnovno šolo in šentviško gimnazijo. Že v srednji šoli je organiziral literarne večere in štiri leta urejal dijaški list Utripi. Pesniti je začel z enajstimi leti. Po opravljeni maturi se je vpisal na Pravno fakulteto v Ljubljani. V okviru Inštituta za kriminologijo je vpisal tudi kompatibilne predmete na medicini in psihologiji. Diplomiral je v dvaindvajsetem letu. Odvetniški pripravniški staž je opravljal pri odvetnici dr. Ljubi Prenner. Po opravljenem pravosodnem izpitu in proceduralnem postopku vpisa pri Odvetniški zbornici Slovenije (OZS) novembra 1969 je postal odvetnik. Poklic mu je sicer zagotavljal neodvisnost in svobodo razmišljanja, vendar ni bil povsem v sozvočju z njegovim načelom absolutne pravičnosti. V nekem intervjuju je namreč izjavil, da je molil za nasprotno stranko. Po podatkih v arhivu OZS je marca 1974 prenehal opravljati odvetniški poklic. Delal je kot sodnik za prekrške, odvetnik, pravnik na Sodišču združenega dela, referent za pravni nadzor na Skupščini občine Ljubljana-Center.

## Delo
Premk je po objavah v revijalnem tisku (Mlada pota, Revija 57) na prvo objavljeno pesniško zbirko Pesmi pri Mladinski knjigi leta 1969 čakal deset let. Po prvi zbirki je objavljal nekaj časa objavljal v samozaložbi, kasneje pa pri založbi Amalietti & Amalietti in Domus Litisia: zbirke Čaščenje (1988), Masada (1990), Podobe in spevi (1993), Mrtvo morje (1996), Spominčice (1998), Magnetna gora (2001), Medprostori (2004), Prihodi (2008), Tvoja bližina (2011), Izročilo (2013), Selitve (2015) in Zlata nebeška vrata (2016). Posthumno je izšlo izbrano delo, deloma prej neobjavljeno, v knjigi Pojoča gora (2017). V tujih jezikih sta izšli zbirki Masada (1997) v angleščini in Das Vermächtnis (2013) v nemškem izvirniku. Objavljal je znanstvene članke na simpozijih o Nikoli Šopu, Gregorju Strniši in Alojzu Gradniku. Zadnja leta je z ženo Francko Premk objavil več knjig, povezanih z Martinom Kojcem.